# Ismätli
Ismätli (azerbajdzjanska: İsmətli) är en ort i Azerbajdzjan. Den ligger i distriktet Biläsuvar, i den sydöstra delen av landet, 150 km sydväst om huvudstaden Baku. Antalet invånare är 3 622.
Terrängen runt Ismätli är platt. Närmaste större samhälle är distriktshuvudorten Biläsuvar, 8,1 km söder om Ismätli.
Trakten runt Ismätli består till största delen av jordbruksmark. Runt Ismätli är det ganska glesbefolkat, med 48 invånare per kvadratkilometer.